# 再攝取調節劑
再攝取調節劑(reuptake modulator)或轉運蛋白調節劑( modulator)是一類藥物，其通過各自的神經遞質轉運體調節一個或多個神經遞質的再攝取。再攝取調節劑的例子包括再攝取抑制劑（轉運體阻斷劑）和再攝取增強劑。